# Ефіосемітські мови
Ефіопосемі́тські мо́ви — мовна група, яка разом з давньо-південноаравійськими мовами складають західну гілку південносемітських мов. Мовами говорять і в Ефіопії та Еритреї. 
Використовуючи байєсівську обчислювальну філогенетичну техніку, встановлено що ефіосемітські мови відокремились від проефіосемітських мов південної Аравії приблизно 2800 років тому, швидка диверсифікація мов відбулась в Ефіопії та Еритреї. 

## Класифікація
Північно-ефіопські мови
- геєз (ефіопська) — мертва, літургійно використовується в Ефіопській православній і еритрейській православній церквах і є мовою  фалаша. Тигринья і тигре, можливо, походять від мови гєез
- Тигринья
- Тигре
- Дахлік

Південноефіопські семітські мови (амхарська і гураге)